# PSI-Messe
Die PSI-Messe ist die europäische Leitmesse der Werbeartikelindustrie. Sie fand im Jahr 1963 zum ersten Mal statt. Seit 1966 findet die PSI-Messe jährlich Anfang Januar auf dem Messegelände Düsseldorf statt. Veranstaltet wird sie von der Reed Exhibitions Deutschland.

## Geschichte
Ausschlaggebend für die Gründung der Messe war das Fehlen eines Werbeartikelnetzwerks mit übersichtlichem Händler- und Lieferantenverzeichnis zu einer Zeit, als in der Industrie Werbegeschenken eine immer stärkere Bedeutung zukam. Üblich war zunächst, dass über Handelsvertreter in bestimmten Regionen nur bestimmte Markenprodukte exklusiv angeboten werden durften. Benötigt wurde aber schon bald ein komplettes Angebot aus einer Hand, wozu ein Austausch zwischen Händlern und Lieferanten nötig war.
Nach amerikanischem Vorbild baute Walter Jung in den 1960er Jahren ein auf Mitgliedschaft basierendes Verzeichnis von Händlern und Lieferanten – das PSI – auf. Dieses Verzeichnis enthielt neben einer Auflistung von Händlern und Lieferanten auch eine Übersicht darüber, welche Lieferanten welche Produkte im Angebot hatten. Auch lieferantenseitig erfolgte ein Umschwung. Unternehmen boten immer größere Portfolios an und lösten so das Händlersystem mit seinen Markenvertretungen ab. Durch eine Mitgliedschaft im PSI profitierten Unternehmen von diesem neuen Verzeichnis und begannen, sich immer stärker zu vernetzen.

## Gründung
Schnell baute sich ein wachsendes Netzwerk auf. Um den Mitgliedern eine Möglichkeit zu geben, sich zu organisieren und auszutauschen, gründete Jung im Jahr 1962 die PSI-Messe und führte im selben Jahr erstmals die einzelnen Mitglieder auf dem „Salon de Cadeau“ in Paris zusammen. Ein Jahr später fand die Messe zum ersten Mal in Bad Soden im Taunus mit 56 Ausstellern und rund 280 Besuchern statt. Präsentiert wurden die Produkte noch auf Tapeziertischen und, aufgrund einer zu großen Nachfrage, sogar auf Konzertflügeln. Bereits im Folgejahr zog die PSI-Messe nach Bad Homburg vor der Höhe bei Frankfurt am Main um, wo sie zweimal stattfand. Im Jahr 1966 folgte der letzte Umzug nach Düsseldorf.
In den 1970er und 1980er Jahren erlebte die Branche einen Aufschwung. Die Folge waren Spezialisierungen, während die Idee des Netzwerkdenkens konstant blieb.
Im Jahr 1989 wurden das PSI-Institut und die PSI-Messe von der Blenheim International Deutschland in Düsseldorf übernommen, einem Vorgänger der heutigen Reed Exhibitions Deutschland GmbH. Dies diente der Globalisierung von Messe und Institut. Seither vernetzt das PSI europaweit über 6000 Werbeartikel-Händler und -Lieferanten und fördert aktiv die Leistungen sowie die Wirtschaftlichkeit der Branche. Die PSI-Messe hat sich in der Folge zur Europäischen Leitmesse der Werbeartikelindustrie entwickelt. 2019 präsentierte sich die Messe erstmals im Verbund mit den Messen PromoTex Expo und viscom. Insgesamt stellten 1.804 Unternehmen auf den Messen aus und 17.602 Besucher aus 81 Nationen besuchten die PSI.

## Mitgliedschaftsmodell
Schon bei der Gründung des PSI entschied sich Jung für ein Mitgliedschaftsmodell, das seinen Mitgliedern verschiedene Wettbewerbsvorteile verschafft sowie eine Branchenidentität und einen Branchenzusammenhalt erzeugt. Noch heute besteht dieses Modell, das den Mitgliedern eine hohe Dichte an qualitativ hochwertigen Kontakten bietet. Während anfangs vor allem der Produktnachweis mit Informationen rund um Hersteller und Produkt zu den Dienstleistungen des PSI gehörte, hat sich das Portfolio inzwischen ausgeweitet. Mitglieder erhalten neben der Teilnahmeberechtigung an der PSI-Messe in Düsseldorf Unterstützung beim Sourcing und Zugang zum Product Finder – eine Weiterentwicklung des analogen Produktnachweises und eine Datenbank mit über 130.000 Werbeartikeln. Auch verschiedene Printprodukte stehen ausschließlich Mitgliedern zur Verfügung.
In Vertretung der Branche bezieht das PSI zudem Stellung zu branchenaktuellen Themen wie Produktqualität, Gesetzeskonformität oder Corporate Social Responsibility und leistet hier über verschiedene Kanäle Aufklärungsarbeit, liefert aktuelle Informationen und ergreift, in Zusammenarbeit mit Verbänden wie dem GWW oder EPPA, Initiativen, um den Markt zu stärken. Ein Beispiel ist hier etwa die Entwicklung eines deutschlandweiten Ehrenkodex, den die Mitglieder unterschreiben müssen.

## Werbeartikelmarkt
Im Jahr 2009 trat das PSI dem Zentralverband der Deutschen Werbewirtschaft (ZAW) als assoziiertes Mitglied bei. Dem Beitritt folgten erste empirische Studien zur Werbewirkung, zum Nutzungsverhalten und zum Leistungsvergleich von Werbeartikeln seitens des Gesamtverbandes der Werbeartikelwirtschaft (GWW). Die Ergebnisse des Werbeartikel-Monitors und der Werbeartikel-Wirkungsstudie werden jährlich bei der Pressekonferenz zum Auftakt der PSI vorgestellt. Seit 2014 fließen Werbeartikelumsätze zudem erstmals in das vom ZAW veröffentlichte Jahrbuch der Werbung ein, wodurch der Gesamtmarkt der kommerziellen Kommunikation in Deutschland noch umfassender abgebildet wird. Das Umsatzvolumen der Werbeartikelbranche beträgt jährlich 3,4 Milliarden Euro.

## Themen
Die PSI-Messe bietet seit ihrer Gründung einen Überblick über neue Trends und Angebote. Neben dem Werbeartikel an sich werden auch Themen wie Werbeanbringung, Druck- und Veredelungstechniken sowie Erfindungen und Innovationen aufgegriffen und vertieft. Produktneuheiten haben auf der PSI einen besonderen Stellenwert. Im Jahr 2012 gab es erstmals das Konzept zur HALLE 13, die den Fokus speziell auf Innovationen legt. Junge, in Deutschland produzierende Unternehmen und Erfinder erhalten hier die Möglichkeit, dem Markt ihre Produkte vorzustellen und durch Produktpatenschaften von PSI-Lieferanten unterstützt zu werden. Im Jahr 2014 folgte erstmals der PSI FIRST Club, in dem 50 Aussteller die Chance erhalten, ihre Produkt-Innovationen im Rahmen der Messe einzuführen und somit schon bei der Premiere ein breites Fachpublikum vorzufinden.

## PSI Promotion World
Seit 2014 gehört auch die PSI PROMOTION WORLD zum Portfolio von PSI-Veranstalter Reed Exhibitions. Die Fachmesse für haptische Werbung und Multisensorik wird gemeinsam mit der Deutsche Messe AG veranstaltet. Die Messe gilt als Plattform für wichtige Business-Kontakte zwischen Industrie und Werbeartikelbranche und findet zukünftig abwechselnd parallel zur Hannover Messe oder zur CeBIT statt.